# Surrealizm

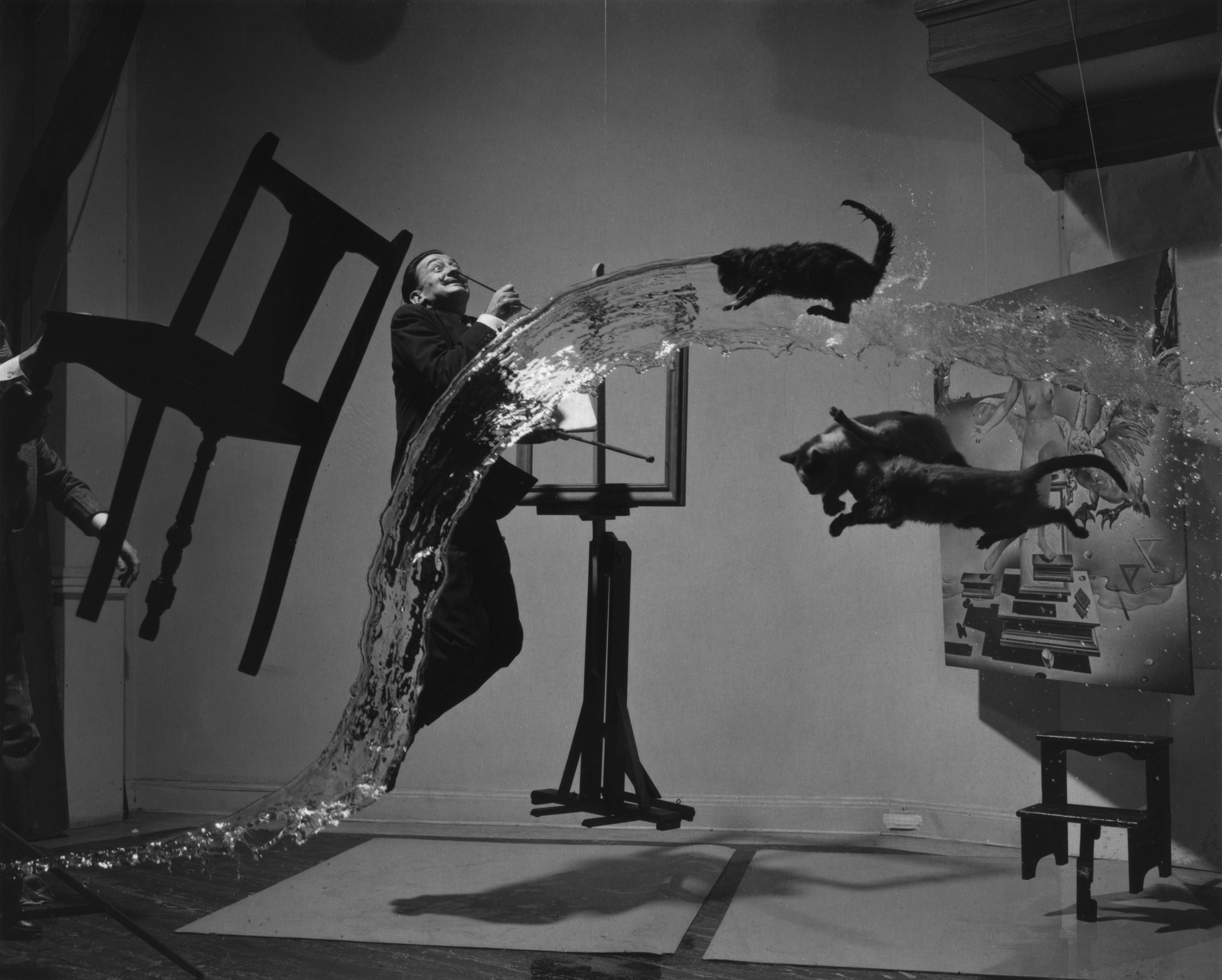
Dali Atomicus Philippe’a Halsmana (1948)

Surrealizm (zwany także nadrealizmem) – kierunek w sztuce powstały w 1920 roku we Francji, początkowo występujący wyłącznie w literaturze, później w sztukach plastycznych, filmie i teatrze. Termin ten stworzył w 1917 roku Guillaume Apollinaire.

## Historia, przedstawiciele i założenia kierunku
Słowo "surrealistyczny" w zamyśle Apollinaire oznaczać miało racjonalnie przemyślany wytwór, który charakteryzował się oryginalnością połączenia wykorzystanych w nim elementów. Koncepcja racjonalności i arbitralności zestawienia została odrzucona przez następne pokolenie surrealistów. W  ich założeniach miał to być bunt przeciw klasycyzmowi, realizmowi, empiryzmowi, racjonalizmowi, utylitaryzmowi i konwencjom w sztuce. Teoretykiem tego nurtu był filozof i poeta André Breton. Rok po ogłoszeniu Manifestu surrealistycznego, w 1925 odbyła się pierwsza wystawa. Od 1924 grupa surrealistów wydawała pismo „La Révolution surréaliste”.
W malarstwie założeniem surrealizmu było „wyrażanie wizualne percepcji wewnętrznej”. Artyści starali się wykreować obrazy burzące logiczny porządek rzeczywistości. Często były to wizje groteskowe, z pogranicza jawy, snu, fantazji, halucynacji, a odsunięte od racjonalizmu.
Przedstawicielami tego nurtu w malarstwie byli: Salvador Dalí, Giorgio de Chirico, Max Ernst, Hans Arp (również w poezji), Marcel Duchamp, Francis Picabia, Osvaldo Licini, René Magritte oraz Frida Kahlo. W 1924 powstało Biuro Poszukiwań Surrealistycznych stanowiące rodzaj poradni. Poeci tworzący w stylu surrealizmu to m.in.: Philippe Soupault, Louis Aragon, Paul Éluard, Michel Leiris, Benjamin Péret, Tristan Tzara, René Char (jego wczesna twórczość), Aimé Césaire.
Jako istotną inspirację dla dzieł surrealistów przyjmuje się malarstwo Hieronima Boscha, żyjącego na przełomie XV i XVI wieku. Ponadto korzystali oni z doświadczeń dadaizmu. Natomiast jeśli chodzi o inspirację literacką, ich mistrzem był Comte de Lautréamont, ze względu na książkę Les Chants de Maldoror (Pieśni Maldorora), którą napisał w 1868–1869. W 1938 André Breton nazwał jego poezję „klatką z azbestu zamykającą serce rozżarzone do białości”. Z tym samym entuzjazmem przyjmowali gwałtowne zerwanie Lautréamonta z poglądami, które zawarł w Pieśniach Maldorora. Istotna dla surrealistów była także twórczość Rimbauda.
Celem ich działania było zbadanie sfery nieświadomości, uważali bowiem, że człowiekiem rządzą siły niezależne od jego świadomego „ja” – surrealiści zafascynowani byli hipnozą, pismem automatycznym, mediumizmem – jednym słowem zjawiskami, których badaniem zajęła się rozwijająca się w owym czasie psychoanaliza; jej najwybitniejszymi przedstawicielami byli wówczas Carl Gustav Jung i Zygmunt Freud. Mimo iż surrealiści odwoływali się do teorii Freuda, on sam pisał po spotkaniu z Salvadorem Dalí: „jestem wciąż skłonny uważać surrealistów […] za stuprocentowych wariatów”. Przypisywali ogromną rolę niepohamowanej wyobraźni, czerpali również z niektórych założeń romantyzmu. Pragnęli odnajdywać i kultywować cudowność, a także dramatyzować nawet pozornie zwyczajne wydarzenia. Duże znaczenie miał dla nich także element zaskoczenia, absurdu i nonsensu; czerpali z niego wszyscy twórcy surrealizmu, także m.in. Meret Oppenheim. Surrealiści pisali również listy otwarte, m.in. do papieża, Dalajlamy, rektorów uniwersyteckich. Miały one na celu prowokację intelektualną.
Grupy surrealistyczne istniały, a niekiedy istnieją do dziś również poza Francją, m.in. w Belgii, Wielkiej Brytanii i w dawnej Czechosłowacji.

### Ważniejsze manifesty, artykuły, odczyty z lat 1919–1953
- 1919: Philippe Soupault, Andre Breton: Pola magnetyczne
- 1920: Tristan Tzara: Manifest o miłości słabej i miłości gorzkiej
- 1924: A. Breton: Manifest surrealizmu (wydany z prozą poetycką pt. Rozpuszczalna ryba)
- 1925: List do rektorów uniwersytetów europejskich
- 1925: Deklaracja Biura Poszukiwań Surrealistycznych
- 1928: Andre Breton: Surrealizm i malarstwo
- 1929: Ankieta na temat miłości
- 1930: A. Breton: Drugi manifest surrealizmu
- 1932: A. Breton: Funkcja poety
- 1935: A. Breton: Surrealistyczna sytuacja przedmiotu
- 1936: Paul Éluard: Definicja
- 1937: A. Breton: Piękno będzie konwulsyjne albo go wcale nie będzie
- 1941: A. Breton: Geneza i perspektywy artystyczne surrealizmu
- 1942: A. Breton: Samoukowie zwani "naiwnymi"
- 1942: A. Breton: Prolegomena do trzeciego manifestu surrealizmu albo nie
- 1942: A. Breton: Sytuacja surrealizmu między dwiema wojnami
- 1953: A. Breton: Surrealizm w swoich dziełach żywych

Oficjalnie członkami powołanej przez Bretona grupy surrealistów byli: 
| - Maxime Alexandre (wykluczony w 1932) - Louis Aragon (wykluczony w 1932) - Jean Arp - Antonin Artaud (wykluczony w 1929) - Jacques Baron - Georges Bataille (wykluczony w 1929) - Victor Brauner - André Breton - Luis Buñuel - Claude Cahun - Leonora Carrington - René Char - Achille Chavée - Giorgio de Chirico - René Crevel - Salvador Dalí (wykluczony w 1939) - Robert Desnos - Óscar Domínguez - Marcel Duhamel - Paul Éluard (wykluczony w 1933) - Max Ernst (wykluczony w 1954) - Camille Goemans - Irène Hamoir - Jacqueline Lamba - Michel Leiris - Georges Limbour - René Magritte - Marcel Mariën - Joyce Mansour - André Masson - Roberto Matta (wykluczony w 1948) | - E.L.T. Mesens - Joan Miró - Max Morise (wykluczony w 1929) - Paul Nash - Pierre Naville - Vítězslav Nezval - Paul Nougé - Meret Oppenheim - Wolfgang Paalen - Roland i Valentine Penrose - Benjamin Péret - Francis Picabia - Gisèle Prassinos - Jacques Prévert (w 1930 wystąpił z grupy) - Raymond Queneau (wykluczony w 1930) - Alice Rahon - Man Ray - Georges Ribemont-Dessaignes - Hans Richter - Robert Rius - Louis Scutenaire - Philippe Soupault (wykluczony w 1926) - André Souris - Shūzō Takiguchi - Georges Spiro - Yves Tanguy - Toyen - Tristan Tzara - Pierre Unik (wykluczony w 1932) - Roger Vitrac (wykluczony w 1926) |

### Pozostałości
W historii sztuki, surrealizm pojawił się również w formie happeningu. Najwybitniejszym przedstawicielem happeningu politycznego, inspirowanego surrealizmem był polski ruch Pomarańczowa Alternatywa, której twórca, Major Waldemar Fydrych w 1981 sformułował Manifest Surrealizmu Socjalistycznego.
Swego rodzaju spadkobiercą happeningów surrealistycznych było powstałe w 2003 zjawisko o nazwie flash mob, którego najbardziej znanymi przedstawicielami były takie grupy jak nowojorski Mob Project, australijski Sydmob czy polski Warszawski Front Abstrakcyjny.
Poetykę surrealizmu wykorzystywał również we wczesnej twórczości (lata 80./90. XX w.) polski autor Wojciech Płocharski m.in. w piosenkach z albumu Cyfry zespołu Przyjaciele.